# 小行星7430
小行星7430（英語：7430 Kogure）是一颗围绕太阳公转的小行星。1993年1月23日，圓舘金、渡邊和郎在北见发现了此天体。
这颗小行星的绝对星等为183.81521等。